# Maria Sílvia
Maria Sílvia Menezes Aguiar (São Paulo, 16 de febrero de 1944 — Río de Janeiro, 26 de julio de 2009) fue una actriz brasileña.

## Novelas
- 1977 - El Astro - Tânia
- 1988 - Ojo por Ojo - Maria
- 1989 - Kananga de Japón - Brígida
- 1990 - La Historia de Ana Rayo y Zé Trueno - Fifi
- 1990 - Fronteras del Desconocido
- 1993 - Usted Decide - Marilu
- 1994 - Memorial de Maria Moura - Jove
- 1998 - Torre de Babel - Dirce
- 2000 - Brava Gente - Ivone
- 2003 - Chocolate con Pimenta - Vecina
- 2005 - Alma Gemela - India Vieja
- 2006 - Páginas de la Vida - Marlene
- 2006 - Vidas Opuestas - Mercedes
- 2007 - Caminos del Corazón - Magda
- 2008 - Llamas de la Vida - Miriam
- 2009 - Los Mutantes - Caminos del Corazón - Magda